# Clean Power Plan
Clean Power Plan är en amerikansk politisk policy utarbetad av den före detta presidenten Barack Obamas administration med syftet att bekämpa och mildra antropogen klimatförändring. Policyn föreslogs första gången i juni 2014. Dock väntas hela planen skrotas under president Donald Trumps administration., särskilt efter att presidenten utfärdat en exekutiv order den 28 mars 2017 om att EWA ska utvärdera planen.

## Framtiden för Clean Power Plan
I president Donald Trumps föreslagna budget för USA för året 2018 ingår ingen finansieringsplan för Clean Power Plan. Den 28 mars 2017 utfärdade presidenten en exekutiv order om att Scott Pruitt från EPA skulle utvärdera planen. Vid denna utvärdering kommer EPA att behöva gå igenom de formella beslutsprocesserna i syfte att ändra dessa. Eftersom Clean Power plan var en väsentlig del av den övergripande amerikanska planen att nå de amerikanska utsläppsmålen, vilka sattes i Paris-avtalet, så har det nationellt och internationellt uttryckts farhågor om att detta agerande från USA:s sida skall leda till att fler länder också minskar sina ambitioner för att uppfylla Paris-avtalet.